# Білівський замок
Білівський замок — втрачена оборонна споруда в селі Біла Чортківського району Тернопільської області України.
Залишки замку виявлено археологом Володимиром Добрянським восени 2007 року. Замчище внесено до Переліку щойно виявлених об'єктів культурної спадщини (археології).

## Відомості
Нині це єдина досі вціліла та добре збережена одношарова фортифікаційна пам'ятка XIV ст. на Західному Поділлі і має важливе значення для подальших археологічних досліджень.
Розташована в околиці села на високому пагорбі мисового типу, який має висоту біля 60 м над рівнем р. Серет. Цей мис є подовгастим трикутникоподібним вигином. Річка Серет протікає вздовж східної частини пагорба.
Замок має загальну довжину до 100 м, а ширина в південній ділянці — 20 м (рис. 1. Б); в північній — 70 м (рис. 1. Б1). Південна трикутникоподібна частина перерізана ровом глибиною 5 м, шириною біля 15 м та довжиною 20 м. Протилежна, напільна (північна) частина замку перерізається дугоподібним ровом довжиною 70 м, шириною 15 м та глибиною 4—4,5 м. Ділянка периметру західної частини має пологий схил, а північна — підвищення, на якому знаходиться вал (рис. 1. В). У західному куті було зафіксовано колодязь, що зберігся у вигляді округлої ями западини діаметром 5 м та глибиною 1 м (рис. 1, Д). У південному куті розташований трикутникоподібний майданчик, заглиблений на 1,5 м від основної частини дитинця (рис. 1 Г), аналогічну спостерігаємо в західному куті (рис. 1. Г1).
При археологічному обстеженні встановлено, що знахідки локалізуються в південно-західній частині прясла замку. Тут виявлено фрагменти керамічного посуду XIV ст. та вироби із заліза.
Спорудження та фортифікаційні лінії оборони спроєктовано із вдалим використанням природного рельєфу місцевості. Східна та північна ділянки пагорба мають круті важкодоступні схили, які забезпечували надійну обороноздатність у час військової сутички. З південної та напільного боку городище перерізане глибоким ровом (рис. 1 Б, Б1). Цей рів у північній ділянці додатково досипаний валом (рис. 1 В).
У другу лінію оборони входили трикутникоподібні майданчики в південній ділянці (рис. 1. Г) та західній (рис. 1. Г1), що були прототипом куртин. А коли ділянки Г та Г1 противник зумів захопити, оборону проводилося з дитинця (рис. 1. А).